# Kenji Ogiwara
Kenji Ogiwara, född 20 december 1969, är en japansk politiker och tidigare nordisk kombinationsutövare. Ogiwara tillhörde världseliten under 1990-talet och tog två olympiska guldmedaljer vid OS 1992 och 1994. Vidare tog Ogiwara guldmedaljer vid tre raka världsmästerskap mellan 1993 och 1997.
1995 blev Ogiwara den första asiat som mottog Holmenkollenmedaljen och 1998 var det Ogiwara som fick läsa idrottarens olympiska ed.
Efter avslutad karriär som idrottare blev Ogiwara politiker inom Liberaldemokratiska partiet. 2004–2010 satt han i Japans överhus. Den 31 oktober 2021 vann han valet av ny borgmästare i Nagano. Han tillträdde den 11 november samma år.